# Яна Нагйова
Яна Надьова (чеськ. Jana Nagyová; 9 січня 1959, Комарно) — чеська і словацька акторка.

## Біографія
З дитинства виступала в аматорських театрах. Навчалася фортепіано та оперному співу в Братиславській консерваторії.
Дебютувала на екрані у віці 12 років. Роль принцеси в серіалі «Арабелла» (реж. Вацлав Ворличек) принесла їй популярність.
Перший шлюб із спортивним тренером Миром Кубавичем швидко розпався через алкоголізм чоловіка. Після одруження з німецьким бізнесменом Гарольдом Шлегелем в 1987 році Надьова переїхала до Німеччини.
У першій половині 1990-х років, після розлучення з другим чоловіком, вона ненадовго повернулася до Праги, де відкрила бізнес у галузі косметики.
У 1993 році вона знялася у своєму останньому фільмі "Pozemský nepokoj" (укр. "Мирський неспокій") та випустила компакт-диск з піснями для дітей. Після розпаду Чехословаччини вона повернулася до Німеччини і оселилася в Ельсдорфі поблизу Кельна. Вдруге одружилася з Тоні Пульмом.
У них є дві дочки: Яна (нар. 1983) та Софія-Емма (нар. 2002) і син Гарольд (нар. 1987).

## Фільмографія
- Арабелла (1979)